# Pulvinaria loralaiensis
Pulvinaria loralaiensis är en insektsart som beskrevs av Rao 1939. Pulvinaria loralaiensis ingår i släktet Pulvinaria och familjen skålsköldlöss.
Artens utbredningsområde är Pakistan. Inga underarter finns listade i Catalogue of Life.